# Metge a la vista
Metge a la vista (títol original en anglès: Doctor at Large) és una pel·lícula britànica dirigida per Ralph Thomas estrenada el 1957. Ha estat doblada al català

## Argument[2]
Tot just llicenciar-se, el doctor Sparrow comença a treballar en un petit hospital rural. Allà haurà de lluitar amb un metge mesquí i amb la seva jove esposa, i amb un curandero que s'especialitza en dones neuròtiques riques. Però Sparrow aspira a ser un gran cirurgià, sol·licitant un consultori en un hospital, la qual cosa provocarà situacions d'allò més delirants.

## Repartiment
- Dirk Bogarde: Doctor Simon Sparrow
- Muriel Pavlow: Doctor Joy Gibson
- Donald Sinden: Benskin
- James Robertson Justice: Sir Lancelot Spratt
- Shirley Eaton: Nan
- Derek Farr: Doctor Potter-Shine
- Michael Medwin: Bingham
- Martin Benson: Maharajah
- John Chandos: O'Malley
- Edward Chapman: Wilkins
- George Coulouris: Pascoe
- Judith Furse: Mrs. Digby
- Gladys Henson: Mrs. Wilkins
- Anne Heywood: Emerald
- Ernest Jay: Charles Hopcroft
- Lionel Jeffries: Doctor Hatchet
- Mervyn Johns: Smith
- Ernest Thesiger i Geoffrey Keen: els examinadord